# اتحادیه فیلم‌های کودکان اروپا
اتحادیه فیلم‌های کودکان اروپا (انگلیسی: European Children’s Film Association) یا ECFA، سازمانی در زمینه فیلم برای کودکان و جوانان است.
این اتحادیه در سال ۱۹۸۸ تأسیس شد و هم‌اکنون بیش از ۶۰ عضو از ۲۳ کشور اروپایی دارد.
مقر ECFA در بلژیک است.